# Werner Schrader (Widerstandskämpfer)
Werner Schrader (* 7. März 1895 in Rottorf; † 28. Juli 1944 in Zossen) war Lehrer, Offizier und Widerstandskämpfer des 20. Juli 1944.

## Leben
Werner Schrader nahm nach einer Lehrerausbildung als Kriegsfreiwilliger am Ersten Weltkrieg teil und hatte bei Kriegsende den Rang eines Oberleutnants. Anschließend war er in Wolfenbüttel als Lehrer am Gymnasium im Schloss tätig. Ab 1927 war er Landesführer des Bundes der Frontsoldaten (Stahlhelm) im Freistaat Braunschweig, was ihn nach der Machtübernahme durch die NSDAP in Konflikt mit dieser brachte. Nach dem missglückten, sogenannten „Stahlhelm-Putsch“ am 27. März 1933, wurde Schrader aus dem Schuldienst entfernt und inhaftiert. Ab dem Herbst 1935 durfte er wieder unterrichten, aber schon im November 1936 folgte seine Einberufung zur Wehrmacht. Er diente zunächst in einer Außenstelle der Abwehr in München, bevor er 1938 nach Wien kam.
Mit Beginn des Zweiten Weltkrieges wurde er ins Hauptquartier des Oberkommando des Heeres versetzt. Dort war er 1944 im Rang eines Oberstleutnants Verbindungsoffizier zur Abwehr. Schrader dokumentierte unter anderem heimlich das Besatzungsverhalten der SS in Polen.
Schrader half mit bei der Vertuschung des Fundes von englischem Sprengstoff auf dem Gelände des Hauptquartier des OKH in Zossen durch die Geheime Feldpolizei. Dieser war für ein Attentat vorgesehen und von Albrecht von Hagen und Joachim Kuhn vergraben worden.
Schrader führte unter anderem auch das Tagebuch seines Vorgesetzten, des Admirals Wilhelm Canaris. Dieses wurde im April 1945 gefunden und hatte die umgehende Hinrichtung von Canaris zur Folge.
Nach dem Scheitern des Attentats vom 20. Juli 1944 setzte Schrader seinem Leben acht Tage später selbst ein Ende.